# San Pietro (Assisi)
San Pietro è un affresco (diametro 50 cm) attribuito al giovane Giotto, databile al 1291-1295 circa e situato sulla controfacciata della Basilica superiore di Assisi.

## Descrizione e stile
Al centro della controfacciata, sopra il portale della basilica, si trovano tre medaglioni con la Madonna col Bambino ridente (al centro) e due Angeli (ai lati). Più in alto, oltre la lunetta con la Pentecoste e l'Ascensione, si trovano poi altri due grandi medaglioni con San Pietro e San Paolo, che simboleggiano la protezione papale diretta sulla basilica. Un po' tutte le scene della controfacciata sono attribuite al giovane Giotto o ai suoi collaboratori, in un momento immediatamente precedente all'inizio dei lavori alle Storie di san Francesco.
Pietro è rappresentato a mezzo busto entro un clipeo, con i tradizionali attributi fisici della testa canuta e con la chierica, la barba grigia corta, il pallio. Le condizioni di conservazione sono buone.
Sull'attribuzione si sono registrate diverse ipotesi: secondo Gnudi (1959) sarebbero presenti influssi romani e toscani, mentre Gioseffi (1957 e 1963) e Salvini (1962) parlarono di un maestro ispirato a Giotto, operante dopo la stesura delle Storie francescane. Oggi le ipotesi preminenti parlano di un lavoro su disegno del responsabile delle Storie francescane, condotto però probabilmente da maestranze di bottega.